# Адміністративний поділ Ірану
Іран адміністративно поділяється на провінції (перс. استان — остан). На чолі кожного остану стоїть генерал-губернатор (перс. استاندار — остандар). За часів монархії остандарів призначав шах, нині їх призначає Міністерство внутрішніх справ і затверджує президент.
Остани є адміністративно-територіальними одиницями верхнього рівня, вони в свою чергу діляться на 324 шагрестани (перс. شهرستان). Наступним рівнем територіального поділу є бахши (перс. بخش), таких одиниць налічується більше як 740. Бахши діляться на дегестани.

## Зміни в адміністративному поділі1950–2010

Адміністративний поділ Ірану в 1961

До 1950 року країна була розділена на 12 останів. У 1950-1960-х роках їх було 10. До середини 1970-х їх стало 23.
У 1979 остан Керманшах був перейменований в Бахтаран. У 1986 році Центральний остан був розділений на Тегеран та Марказі.
У 1990 остан Бахтаран був перейменований в Керманшах.
У 1993 з остану Східний Азербайджан був виділений остан Ардебіль.
У 1995 з остану Тегеран був виділений остан Кум.
У 1996 із Зенджану був виділений остан Казвін.
У 1997 з Мазендерану був виділений остан Ґолестан.
У 2004 найбільший остан Хорасан був розділений на три остани — Північний Хорасан, Хорасан-Резаві та Південний Хорасан. Невелика територія, що залишилася, була приєднана до остану Єзд.
23 червня 2010 року зі складу остану Тегеран виділений новий остан Альборз із центром у Кереджі.
Зараз розглядаються проєкти створення нових останів: Талиш (з Ґіляну і Ардебілю), Тебес (з Єзду), Середній Азербайджан (із Західного і Східного Азербайджану), Ердестан (з Ісфагану), поділу остану Систан і Белуджистан на остан Сістан і остан Белуджистан, Фарсу на Західний і Східний Фарс, а також створення столичного округу з Тегерана і інші проєкти.

## Список останів
| №  | Назва остану            | Центр        | Населення, тис. ос. | Площа, км² | Густота нас., ос./км² | Шагрестани |
| 01 | Тегеран                 | Тегеран      | 13413,3             | 18814      | 712,9                 | 13         |
| 02 | Кум                     | Кум          | 1041,7              | 11526      | 90,4                  | 1          |
| 03 | Марказі                 | Ерак         | 1349,6              | 29130      | 51,6                  | 10         |
| 04 | Казвін                  | Казвін       | 1143,2              | 15549      | 73,5                  | 5          |
| 05 | Ґілян                   | Решт         | 2405,9              | 14042      | 171,3                 | 16         |
| 06 | Ардебіль                | Ардебіль     | 1225,3              | 17800      | 68,8                  | 9          |
| 07 | Зенджан                 | Зенджан      | 964,6               | 21773      | 44,3                  | 7          |
| 08 | Східний Азербайджан     | Тебриз       | 3603,5              | 45650      | 78,9                  | 19         |
| 09 | Західний Азербайджан    | Урмія        | 2873,5              | 37437      | 76,8                  | 14         |
| 10 | Курдистан               | Сенендедж    | 1439,5              | 29137      | 49,4                  | 9          |
| 11 | Хамадан                 | Хамадан      | 1703,3              | 19368      | 87,9                  | 8          |
| 12 | Керманшах               | Керманшах    | 1879,4              | 24998      | 75,2                  | 13         |
| 13 | Ілам                    | Ілам         | 545,8               | 20133      | 27,1                  | 7          |
| 14 | Лурестан                | Хорремабад   | 1716,5              | 28294      | 60,7                  | 9          |
| 15 | Хузестан                | Ахваз        | 4275,0              | 64055      | 66,7                  | 18         |
| 16 | Чегармехаль і Бахтиарія | Шехре-Корд   | 857,9               | 16332      | 52,5                  | 6          |
| 17 | Кохґілує і Боєрахмед    | Ясудж        | 634,3               | 15504      | 40,9                  | 5          |
| 18 | Бушир                   | Бушир        | 886,3               | 22743      | 39,0                  | 9          |
| 19 | Фарс                    | Шираз        | 4337,9              | 122608     | 35,4                  | 23         |
| 20 | Хормозґан               | Бендер-Аббас | 1404,7              | 70669      | 19,9                  | 11         |
| 21 | Систан і Белуджистан    | Захедан      | 2406,7              | 181785     | 13,2                  | 8          |
| 22 | Керман                  | Керман       | 2652,4              | 180836     | 14,7                  | 14         |
| 23 | Єзд                     | Єзд          | 990,8               | 129285     | 7,7                   | 10         |
| 24 | Ісфаган                 | Ісфаган      | 4559,3              | 107029     | 42,6                  | 21         |
| 25 | Семнан                  | Семнан       | 589,7               | 97491      | 6,0                   | 4          |
| 26 | Мазендеран              | Сарі         | 2920,7              | 23701      | 123,2                 | 15         |
| 27 | Ґолестан                | Ґорґан       | 1617,0              | 20195      | 80,1                  | 11         |
| 28 | Північний Хорасан       | Боджнурд     | 811,6               | 28434      | 28,5                  | 6          |
| 29 | Хорасан-Резаві          | Мешхед       | 5593,1              | 144681     | 38,7                  | 19         |
| 30 | Південний Хорасан       | Бірджанд     | 636,4               | 69555      | 9,1                   | 4          |
| 31 | Альборз                 | Кередж       | 1375,4              | 5 833      | 236                   | 4          |
|    | Всього                  |              | 70 495 782          | 1 628 554  | 43,29                 | 324        |